# Assemblea nazionale (Benin)
L'Assemblea Nazionale del Benin (Francese: Assemblée Nationale du Benin) è il parlamento monocamerale del Benin. È composto, dal 1999, da 83 deputati e si trova nel Palazzo dei governatori a Porto-Novo. Detiene il potere legislativo e controlla l'azione del Governo.

## Metodo di voto
I membri dell'Assemblea nazionale vengono eletti in 24 circoscrizioni elettorali, due per ogni dipartimento. Dopodiché i seggi vengono ripartiti in modo proporzionale al numero di voti fra i partiti che hanno avuto almeno il 10% dei voti. La regolarità del voto viene quindi valutata dalla Corte Costituzionale.
I membri delle forze armate e di pubblica sicurezza devono dimettersi dai loro incarichi per potersi candidare.

## Operato
A capo dell'Assemblea c'è il Presidente della stessa che viene eletto dai deputati. Egli assume il ruolo di Presidente della Repubblica supplente nei casi previsti dalla Costituzione. L'Assemblea si riunisce due volte all'anno in sessioni ordinarie ad aprile e ad ottobre. La loro durata può variare, ma non può superare i tre mesi. Una sessione straordinaria può essere richiesta dai deputati a maggioranza assoluta. Anche la sua durata può variare ed anche in questo caso è fissato un limite di durata che però è di quindici giorni. Ogni deputato può inoltre rivolgere interrogazioni scritte od orali al Presidente dell'Assemblea riguardanti il suo operato. Tutti i dibattiti dell'Assemblea nazionale sono riportati in gazzetta ufficiale.

## Controversie
Il 7 agosto 2019 la Commissione legislativa dell'Assemblea nazionale ha votato un nuovo codice elettorale che ha suscitato forti polemiche poiché lo si crede volto allo scopo di ridurre i partiti in campo. Esso infatti prevede un aumento della caparra da versare da parte di un partito per candidarsi da 8,3 milioni di franchi CFA (circa 23.000 €) a 249 milioni di franchi CFA (circa 380000 €) e l'aumento della soglia elettorale per entrare in parlamento al 10%, creando la conseguente necessità dei partiti minori di riunirsi in blocchi, fronti o coalizioni.